# Honor Oak Park állomás
A Honor Oak Park a londoni Overground egyik állomása a 3-as zónában, az East London line érinti.

## Története
Az állomást 1886. április 1-jén adták át a London, Brighton and South Coast Railway részeként. 2010. május 23-ától az újraindított East London line egyik állomása.

## Forgalom
| Járat    | Útvonal | Gyakoriság    |
| -------- | --- | ------------- |
|          | Highbury & Islington – Canonbury – Dalston Junction – Haggerston – Hoxton – Shoreditch High Street – Whitechapel – Shadwell – Wapping – Rotherhithe – Canada Water – Surrey Quays – New Cross Gate – Brockley – Honor Oak Park – Forest Hill – Sydenham – Crystal Palace                                         | 15 percenként |
|          | Highbury & Islington – Canonbury – Dalston Junction – Haggerston – Hoxton – Shoreditch High Street – Whitechapel – Shadwell – Wapping – Rotherhithe – Canada Water – Surrey Quays – New Cross Gate – Brockley – Honor Oak Park – Forest Hill – Sydenham – Penge West – Anerley – Norwood Junction – West Croydon | 15 percenként |
| Southern | London Bridge – New Cross Gate – Brockley – Honor Oak Park – Forest Hill – Sydenham (– tovább Crystal Palace, Penge West és Norwood Junction felé) | 10 percenként |

## Átszállási kapcsolatok
| Állomás        | Átszállási kapcsolatok        |
| -------------- | ----------------------------- |
| Honor Oak Park | Helyi buszok (Honor Oak Park) |

## Fordítás
- Ez a szócikk részben vagy egészben  a   Honor Oak Park railway station című angol Wikipédia-szócikk fordításán alapul.  Az eredeti cikk szerkesztőit annak laptörténete sorolja fel. Ez a jelzés csupán a megfogalmazás eredetét és a szerzői jogokat jelzi, nem szolgál a cikkben szereplő információk forrásmegjelöléseként.